# Студенческая деревня (Турку)

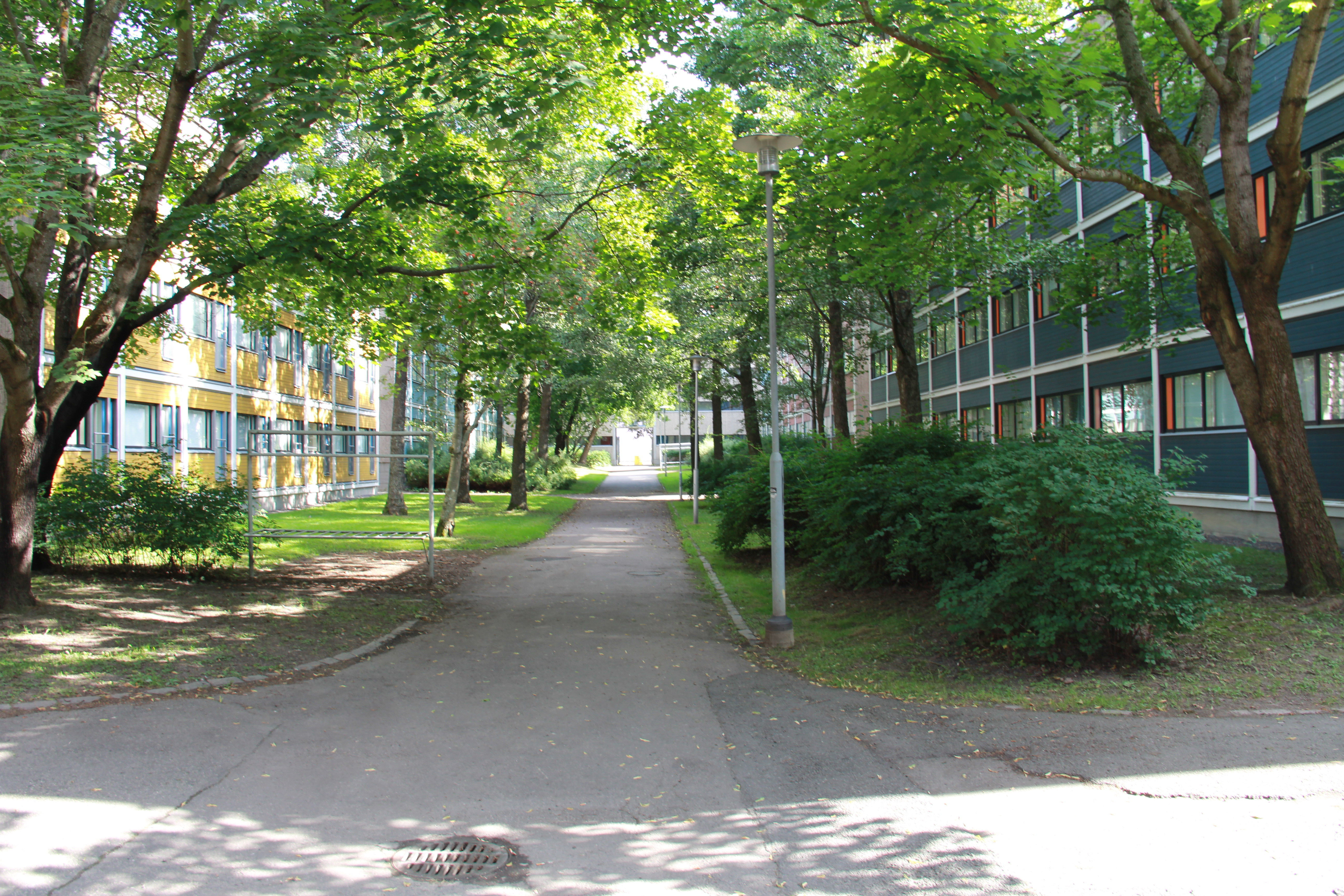
Студенческая деревня в Турку

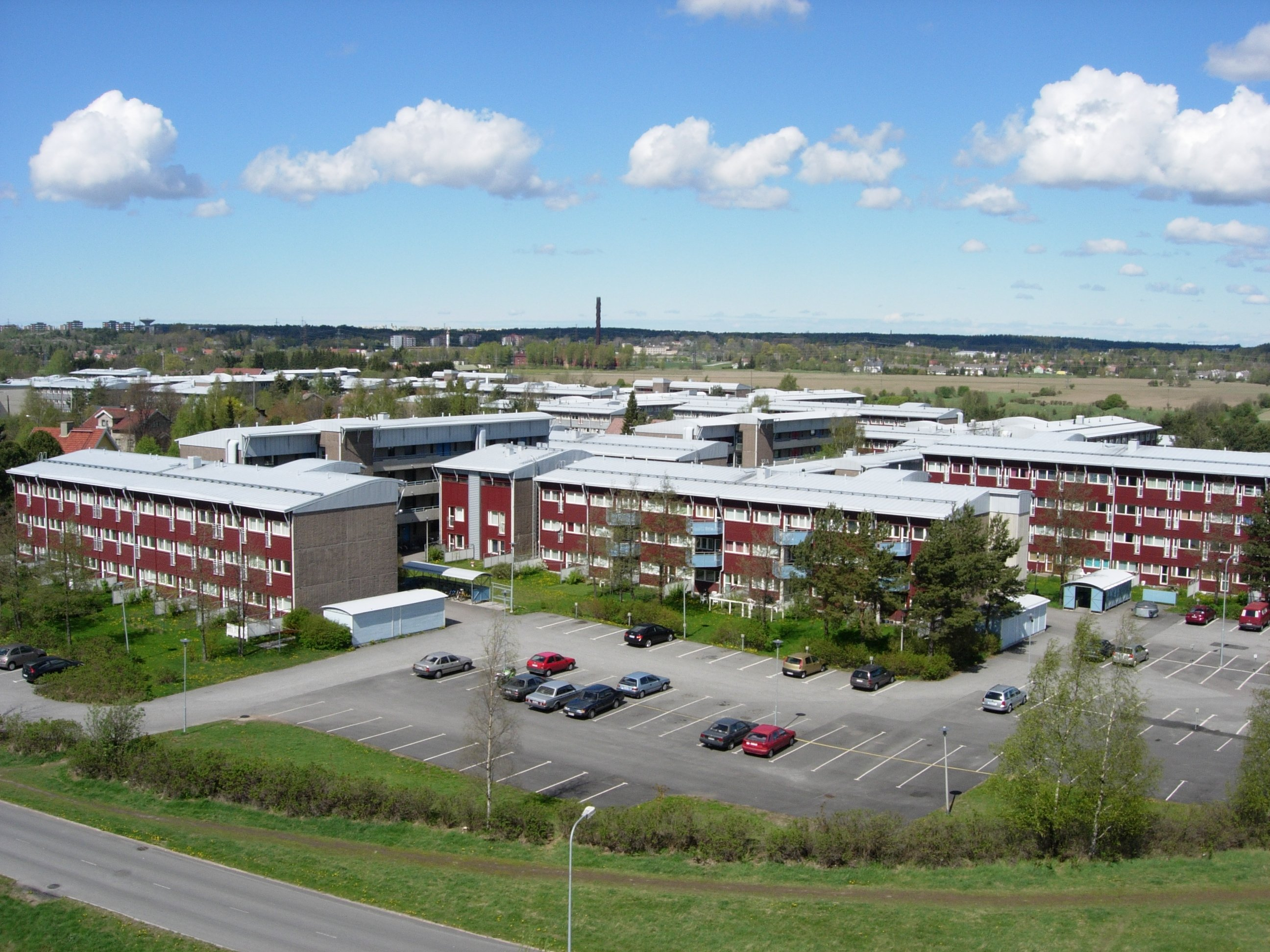

Студенческая деревня в Турку (фин. Turun ylioppilaskylä, сокр. Yo-kylä; швед. Studentbyn) — самый большой комплекс студенческих общежитий в Финляндии, в котором проживает около 3,5 тысяч студентов. Студенческая деревня расположена в районе Нумми около центра Турку, рядом с берегом реки Ауры. В непосредственной близости находятся университет Турку и Академия Або, а также отель и аквапарк Holiday Club Caribia и скульптура Свиноутка. На территории студенческой деревни находятся магазин, несколько детских садов, школы, кладбище и средневековая лютеранская церковь Святой Екатерины. 
Студенческая деревня делится на Западную и Восточную. Постройки Западной части представляют собой образцы структурализма 1960-х. Районы деревни спланированы в форме квадратной сетки. Здания имеют прямоугольные планы, а на фасадах присутствуют элементы квадратного структурализма. Одинаковые комбинации трёхэтажных общежитий повторяются блок за блоком. Каждый блок состоит из 4-х домов, которые соединены между собой и другими блоками с помощью балконов. Дома построены из бетона с элементами дерева, что позволило использовать краску для украшения фасадов.
Офис Фонда студенческой деревни (TYS), управляющего арендой и обслуживанием жилья, располагается в Западной части. Ранее он находился в отдельном административном здании, где также располагались клуб для жителей (Kerhis) и бар. В 2019 году это здание было снесено, новое еще не построено. В 2019 году в Западной части деревни было заселено новое четырехэтажное общежитие.

## История
Студенческий совет университета Турку основал фонд для студенческой деревни в Турку в 1966. Целью создания фонда являлось строительство студенческой деревни. Старая западная часть студенческой деревни была спроектирована финскими архитекторами Яном Сёдерлундом и Эркки Валвиртой. Строительство началось в 1968 году. Архитекторы стремились подчеркнуть минималистскую красоту конструкций в соответствии с идеалами структурализма. Вся студенческая деревня строилась в 1969—1979 и перестраивалась в 2000-х.